# Tylotiella biancae
Tylotiella biancae là một loài ốc biển, là động vật thân mềm chân bụng sống ở biển thuộc họ Drilliidae.